# Saint-Agnet
Saint-Agnet – miejscowość i gmina we Francji, w regionie Nowa Akwitania, w departamencie Landy.
Według danych na rok 1990 gminę zamieszkiwało 190 osób, a gęstość zaludnienia wynosiła 24 osób/km² (wśród 2290 gmin Akwitanii Saint-Agnet plasuje się na 987. miejscu pod względem liczby ludności, natomiast pod względem powierzchni na miejscu 1209.).